# Solidarité en ligne
Le web solidaire correspond à l’ensemble des initiatives solidaires mises en place sur le web.

## Qu’est ce que le web apporte à la solidarité?
Le web a permis la création de concepts très innovants, qui n’étaient pas envisageables auparavant, ce qui a complètement modifié le monde de la solidarité et la manière même de faire un don à une association. 
L’apparition du don en ligne a permis une réactivité nouvelle. Il est devenu beaucoup plus simple et rapide de récolter de l’argent pour une cause sociale ou environnementale urgente.
Le dernier exemple en date est le séisme de Haïti du 12 janvier 2010. Les sommes reçues sur le web représentaient alors plus de la moitié du total de l’argent reçu par de grandes associations telles que la Fondation de France, la Croix-Rouge française, ou encore le Secours catholique. 
Le don en ligne apparaît comme une version plus simplifiée du don traditionnel. Le don peut se faire de chez soi, prend moins de temps et il est instantané, donc souvent plus efficace.
Mais le plus grand bouleversement qu’a engendré l’arrivée du web dans le monde solidaire est la gratuité des soutiens.  En effet, de nombreux concepts ont été imaginés pour permettre à chacun, sans modifier ses habitudes de générer des dons gratuitement.

## Le web solidaire

### Les dons en ligne
En 2001, le montant des dons en ligne dans le monde était de 1 milliard de dollars. Il a atteint 18 milliards en 2007.
C’est aux États-Unis que les dons en ligne sont les plus importants, ils ont atteint 10 milliards en 2007. Les initiatives web solidaires ont évolué en même temps que l’augmentation du taux d’équipement en informatique des foyers. C’est donc maintenant le monde entier qui est concerné par le phénomène autant les pays développés, qui sont créateurs de concepts solidaires sur le web, que les pays en voie de développement, qui sont souvent les bénéficiaires de ces actions. 
L’initiative la plus connue aux États-Unis est Kiva. C'est une organisation à but non lucratif qui permet aux internautes de prêter de l'argent à des institutions de microcrédit dans des pays en voie de développement. Ces institutions prêtent à leur tour l'argent reçu à des habitants du pays dans lequel elles opèrent. Ce concept a fait la une des journaux aux États-Unis comme le New York Times ou encore le Los Angeles Times et a séduit de nombreuses personnalités comme Bill Clinton ou Oprah Winfrey.

### En France
Les Français font de plus en plus de dons en ligne. En effet le nombre de dons en ligne a plus que doublé en deux ans (entre 2006 et 2008) et les montants collectés ont augmenté de 98 %.
Le don moyen fait en ligne est presque trois fois plus élevé que le don moyen par chèque, et même si les deux ont tendance à diminuer, le don en ligne diminue moins fortement.

## Les initiatives solidaires sur le web
De nombreuses initiatives solidaires ont été imaginées par des Français, comme par exemple Mailforgood, Ecogine ou encore Babyloan qui a importé le modèle de Kiva en France.
Certains sites et blogs sont spécialisés dans le recensement de ce genre d’initiative comme « lewebsolidaire ».

### Exemples d’initiatives gratuites et solidaires sur le web
- FreeRice est un site qui propose aux internautes de jouer à plusieurs quiz ; à chaque bonne réponse dix grains de riz sont donnés aux populations démunies par le biais des Nations unies et de leur Programme alimentaire mondial[5].

- Ecogine est un moteur de recherche français, éthique et écologique qui finance des associations qui agissent pour l'environnement grâce aux revenus générés par la publicité à chaque recherche[6].

- Mailforgood est un concept de solidarité en ligne qui permet aux internautes de générer gratuitement des dons pour des associations en envoyant un mail. Pour participer, les internautes doivent télécharger l’application Mailforgood qui insère une bannière publicitaire en faveur du développement durable. Les revenus publicitaires sont reversés aux associations soutenues[7].

- SocialVibe est une plateforme média de monétisation qui permet à des millions d’utilisateurs de réseaux sociaux (Facebook, MySpace, Twitter …) et de blog de promouvoir à la fois des marques et des œuvres de bienfaisance. SocialVibe propose aux marques une promotion sur les médias sociaux et les blogs avec des retombées très positives puisqu’elles financent des œuvres de bienfaisance, aux internautes un moyen de soutenir des causes qu’ils ont choisi sans pour autant débourser d’argent[8].

- Agence du Don en Nature est une association d’intérêt général créée en 2009. Elle met en place une plateforme logistique entre les industriels et les associations pour redistribuer les excédents de stocks non alimentaires aux associations caritatives. Depuis 2009, ADN a déjà distribué plus de 13 M€ de produits neufs non alimentaires à son réseau de 260 associations à travers un catalogue de dons en ligne.

- Yutilis est un site de vente entre particuliers solidaires. Dans le cadre de ces opérations de vente, le site internet propose aux vendeurs de reverser un pourcentage du prix de la vente au profit d’une association répertoriée. Yutilis offre ainsi une source innovante de financement aux associations[9].

- Veosearch est un moteur de recherches, à chaque fois que l’internaute fait une recherche avec VeoSearch, le site s’engage à reverser 50 % des revenus publicitaires générés aux associations que l’internaute a préalablement choisies. Fermé en 2014[10].